# Xã McMillen Tiff, Quận McDonald, Missouri
Xã McMillen Tiff (tiếng Anh: McMillen Tiff Township) là một xã thuộc quận McDonald, tiểu bang Missouri, Hoa Kỳ. Năm 2010, dân số của xã này là 376 người.